# خوان غيلبرتو نونيز
خوان غيلبرتو نونيز (بالإسبانية: Juan Gilberto Núñez)‏ هو لاعب كرة قدم كولومبي، ولد في 26 مارس 1986 في مدينة كالي في كولومبيا. لعب مع أتلتيكو جونيور وأتليتيكو هويلا وأمريكا دي كالي وديبورتيس كوينديو وسبورت وانكايو.

## وصلات خارجية
- خوان غيلبرتو نونيز على موقع قاعدة بيانات كرة القدم.إي يو (الإنجليزية)
- خوان غيلبرتو نونيز على موقع Soccerway.com (الإنجليزية)
- خوان غيلبرتو نونيز على موقع AS.com (الإسبانية)